# Bros (film)
Bros è un film del 2022 diretto da Nicholas Stoller.

## Trama
Bobby Lieber, conduttore del podcast e del programma radiofonico "L'undicesimo mattone di Stonewall", orgoglioso di essere single, partecipa a una cerimonia di premiazione per la comunità LGBTQ+, dove vince un premio come "Migliore uomo gay cisgender". Annuncia di aver accettato una posizione come curatore per il nuovo Museo nazionale di storia LGBTQ+ di Manhattan.
Bobby si unisce al suo amico Henry in una discoteca della città dove è stata lanciata una nuova app di incontri gay e vede Aaron Shepard, che Henry descrive come sexy ma "noioso". Aaron e Bobby flirtano e si scambiano un bacio, ma Aaron non sembra interessato a Bobby. Pochi giorni dopo, i due iniziano a passare del tempo insieme, ma la loro connessione non è forte. Durante un appuntamento al cinema, Aaron incontra un ex compagno di squadra di hockey del liceo, Josh, e la sua fidanzata. Bobby e Aaron non sono sicuri di cosa fare del loro tempo insieme; Bobby pensa che Aaron si comporti in modo troppo diretto e Aaron pensa che Bobby sia troppo intenso e che il suo peso nella comunità gay sia intimidatorio. Aaron in seguito scopre che il suo e compagno di scuola, Josh, ha annullato il suo fidanzamento e si è dichiarato gay.
Dopo qualche tempo, Aaron confida a Bobby che il suo sogno originale era quello di diventare un cioccolatiere, ma aveva pensato che fosse irraggiungibile e non l'ha mai perseguito. Bobby invita Aaron a fare un viaggio a Provincetown, dove sollecita un eccentrico milionario per una donazione al museo in difficoltà. Il milionario all'inizio non è impressionato da Bobby, ma Aaron lo aiuta a modificare il suo tono e si assicurano una donazione di $5 milioni. Bobby è impressionato da Aaron e i due si avvicinano sentimentalmente, e Bobby si apre sul dover attenuare il suo comportamento sgargiante per mettere gli altri a proprio agio.
Bobby e Aaron si frequentano per diversi mesi e Aaron si integra nel gruppo di amici di Bobby. A una festa di Natale, arriva Josh e Aaron chiede a Bobby se possono fare sesso di gruppo. Bobby è d'accordo, ma in seguito ritratta i suoi desideri dopo aver visto la connessione che Aaron e Josh hanno. Quando la famiglia di Aaron viene in città per una visita, il comportamento eccessivamente schietto di Bobby finisce per causare una spaccatura tra i due uomini. Aaron incontra Josh in discoteca e i due si baciano, mentre Bobby li sorprende e rompe definitivamente con Aaron. Le persone minacciano di boicottare il museo e di ritirare donazioni per una mostra creata da Bobby che suggerisce che Abraham Lincoln fosse gay.
Dopo qualche tempo, Bobby torna al lavoro e si riconcilia con i suoi colleghi per il suo sfogo per la mostra. Tutti gli altri ammettono di avere i loro problemi anche su questioni come le loro identità sessuali e accettano di scendere a compromessi sulle mostre che verranno presentate. Nel frattempo, Aaron lascia il lavoro e realizza il suo sogno di fare cioccolatini, dicendo a Bobby che tutto il ricavato andrà al museo.
Nella serata di inaugurazione del museo, si presenta una grande folla. A Bobby manca Aaron e, dopo aver parlato con la sua amica Tina, decide di mandargli un messaggio. Aaron riceve il messaggio ed è incoraggiato da suo fratello a inseguire la persona che ama, arrivando proprio mentre Bobby inizia il suo discorso. Quando vede Aaron, Bobby canta una canzone che ha scritto sulla loro relazione, ispirata dalla musica di Garth Brooks, il cantante preferito di Aaron. Quando la canzone finisce, Bobby e Aaron si baciano, tra gli applausi della folla.
Tre mesi dopo, la madre di Aaron porta la sua classe di seconda elementare al museo e Bobby e Aaron si stanno ancora frequentando.

## Produzione

### Sviluppo
Il 5 febbraio 2019 è stato annunciato che Billy Eichner avrebbe scritto e recitato in una commedia romantica co-sceneggiata e diretta da Nick Stoller. Nel settembre 2021 Jim Rash si è unito al cast, mentre nel novembre dello stesso anno è stata ufficializzata la presenza nel cast di Harvey Fierstein, Bowen Yang e Benito Skinner.

### Riprese
Le riprese principali sono iniziate il 7 giugno 2021 a Buffalo e Provincetown.

## Promozione
Il primo trailer del film è stato pubblicato il 18 maggio 2022. È stato presentato alla 17ª edizione della Festa del Cinema di Roma nel 2022.

## Distribuzione
Bros è stato distribuito nelle sale statunitensi il 30 settembre 2022, e in quelle italiane il 3 novembre dello stesso anno.